# 岐阜青年師範学校
| 岐阜青年師範学校 （岐阜青師） | 岐阜青年師範学校 （岐阜青師） |
| ----------------------------- | ----------------------------- |
| 創立                          | 1944年                        |
| 所在地                        | 岐阜県宮代村 （現・垂井町）   |
| 初代校長                      |                               |
| 廃止                          | 1951年                        |
| 後身校                        | 岐阜大学                      |
| 同窓会                        | 岐阜大学 教育学部同窓会       |

岐阜青年師範学校 （ぎふせいねんしはんがっこう） は1944年 （昭和19年） に設立された青年師範学校である。

## 概要
- 1935年設立の岐阜県青年学校教員養成所の官立移管により設立された。
- 1922年 （大正11年） 設立の岐阜県実業補習学校教員養成所を源流とする。
- 学制改革により、新制岐阜大学学芸学部 （現・教育学部） の母体の一つとなった。
- 同窓会は 「岐阜大学教育学部同窓会」 と称し、旧制 （青師・師範）・新制合同の会である。

## 沿革
- 1922年4月： 岐阜県実業補習学校教員養成所として創立。
  - 岐阜市加納の岐阜県立農林学校 （現・岐阜県立岐阜農林高等学校） に併設。
  - 修業年限1年、入学資格は実業学校・師範学校・中学校卒業程度。
- 1927年5月： 岐阜高等農林学校 （稲葉郡那加村） 校内に移転。
- 1929年4月： 岐阜県実業学校教員養成所と改称。
  - 修業年限2年に延長。
- 1935年1月： 岐阜県青年学校教員養成所と改称。
- 1941年4月： 不破郡宮代村 （現・垂井町宮代） に移転。
- 1943年1月： 女子部を設置。
- 1944年4月： 官立移管され岐阜青年師範学校となる。
  - 男子部・女子部それぞれに本科 （3年制）・予科 （2年制） を設置。
- 1946年2月： 予科が3年制となる。
- 1949年5月： 新制岐阜大学発足。
  - 岐阜青年師範学校は岐阜師範学校と共に学芸学部 （1966年から教育学部） の母体として包括された。
- 1951年3月： 旧制岐阜青年師範学校、廃止。

## 歴代校長
- 瀬戸金治：不詳 - 1945年11月24日[1]
- 海野隆之進：1945年11月24日[1] -

## 校地の変遷と継承
前身の岐阜県立青年学校教員養成所から引き継いだ、不破郡宮代村 （現・垂井町宮代） の校地を使用した。岐阜青師が新制岐阜大学学芸学部に包括され宮代校地の廃止が決まったため、1950年4月、新制岐阜県立不破高等学校が旧宮代校地に設置され、現在に至っている。

## 参考書籍
- 作道好男・作道克彦（編） 『岐阜県の師範学校 : 教師たちの学校 その歩みと岐阜大学教育学部』 教育文化出版教育科学研究所、1985年6月。
- 垂井町（編） 『新修垂井町史』 垂井町、1996年2月、829頁。